# ۹۳۱ (خورشیدی)
۹۳۱ نهصد و سی و یکمین سال هجری خورشیدی است.